# 塞丰
塞丰（法語：Ceffonds，法語發音：[sefɔ̃]）是法国上马恩省的一个市镇，属于圣迪济耶区。

## 地理
塞丰（48°28'12"N, 4°45'48"E）面积36.52 平方千米，位于法国大東部大區上马恩省，该省份为法国东北部内陆省份，北起马恩省和默兹省，西接奥布省，西南接科多尔省，东南接上索恩省，东临孚日省。
与塞丰接壤的市镇（或旧市镇、城区）包括：苏莱讷迪、拉维尔欧布瓦、拉波特迪代尔、里沃代尔瓦斯、索姆瓦尔、蒂约、特雷米利。

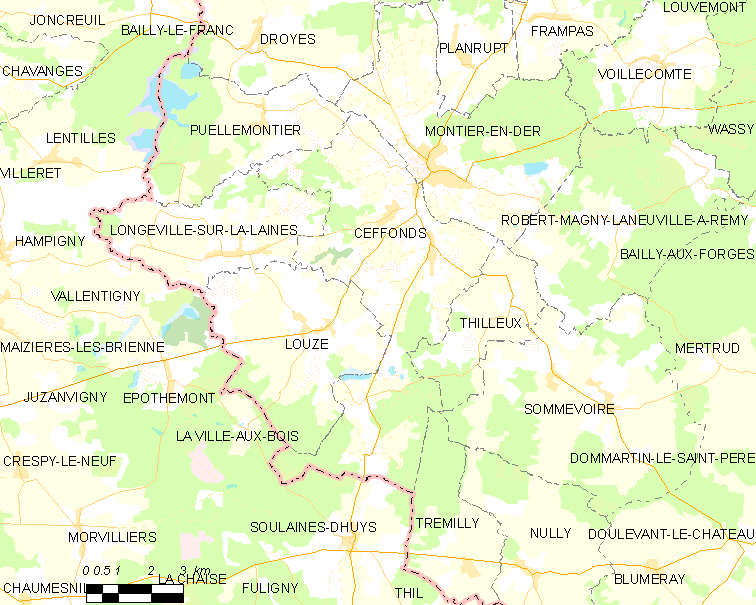
塞丰的OSM定位图

塞丰的时区为UTC+01:00、UTC+02:00（夏令时）。

## 行政
塞丰的邮政编码为52220，INSEE市镇编码为52088。

## 政治
塞丰所属的省级选区为瓦西县。

## 人口

1962-2008年间塞丰人口变化图示

塞丰于2022年1月1日时的人口数量为658人。